# HMS Bluebell (K80)
«Блюбелл» (K80) (англ. HMS Bluebell (K80) — військовий корабель, корвет типу «Флавер» Королівського військово-морського флоту Великої Британії за часів Другої світової війни.
Корвет «Блюбелл» був закладений 25 жовтня 1939 року на верфі компанії Fleming and Ferguson у Пейслі. 24 квітня 1940 року він був спущений на воду, а 19 липня 1940 року увійшов до складу Королівських ВМС Великої Британії.
Корабель брав участь у бойових діях на морі в Другій світовій війні, бився в Атлантиці, на Середземному морі, в Арктиці, супроводжував десятки конвоїв, підтримував висадку морських десантів на Сицилію та в Нормандію. За проявлену мужність та стійкість у боях бойовий корабель заохочений п'ятьма бойовими відзнаками.
17 лютого 1945 року під час супроводження арктичного конвою RA 64 був атакований німецьким підводним човном U-711 під командуванням Ганса-Гюнтера Ланге, який торпедою G7es уразив корвет у Кольській затоці на шляху з Мурманська. У наслідок вибуху корабель затонув за 30 секунд, вцілів лише один член екіпажу.

## Історія
З липня 1940 року після введення до строю Королівського флоту та завершення ходових випробувань «Блюбелл» виконував завдання із супроводження атлантичних конвоїв.

### 1941
У січні 1941 року корабель увійшов до 5-ї ескортної групи Командування Західних підходів, з базуванням у Ліверпулі. 
18 травня 1941 року «Блюбелл» разом з есмінцями «Рамсі», «Ріплі», «Волкер», «Вотчмен», шлюпом «Енчантресс», корветами «Блюбел», «Кендітюфт», «Волфлавер», «Ханісакл», «Гортензія», «Тюліп» і тральщиком «Саламандер» увійшов до складу ескортної групи конвою HX 125, який супроводжував з Галіфаксу до Британії.
У вересні переведений до 37-ї ескортної групи для захисту конвоїв, що курсували між Гібралтаром та портами Західної Африки. У липні 1942 року повернувся до Англії на ремонт, після завершення якого включений до сил, що ескортували арктичні конвої до Радянського Союзу. Супроводжував конвой PQ 18 до Архангельська, пізніше JW 53 з Лох Ю до Кольської затоки.

### 1944
У березні 1944 року корвет залучався до супроводження чергового арктичного конвою JW 58 з 47 транспортних та вантажних суден.